# Friedrich Sorge
Friedrich Sorge (* 10. April 1885 in Wasungen; † 27. April 1945 in Bad Hersfeld) war Jurist und 1. Bürgermeister der Stadt Meiningen.
Nach seiner Kindheit in Wasungen studierte Friedrich Sorge in Erlangen Volkswirtschaft und in Jena Rechtswissenschaft. Während seines Studiums wurde er Mitglied beim Verein Deutscher Studenten Erlangen. Von 1914 bis 1918 nahm er am Ersten Weltkrieg teil. 1919 wurde er Stadtkämmerer in Meiningen und konnte bereits 1921 die Position des 2. Bürgermeister besetzen. 1941 wählte man Friedrich Sorge zum 1. Bürgermeister.
Zum Ende des Zweiten Weltkrieges trug Friedrich Sorge sehr viel zur fast unversehrten Übergabe der Stadt Meiningen an die Amerikaner bei. Anfang April 1945 wurde Meiningen von US-Einheiten der 11. Panzerdivision unter Colonel Virgil Bell, aus dem Raum Fulda kommend, nördlich und südlich umgangen und eingekesselt. Am 5. April 1945 begannen dann Panzer-Einheiten, Meiningen von Osten her einzunehmen, wobei es am östlichen Stadtrand zu Kämpfen zwischen ungarisch-deutschen und amerikanischen Einheiten kam, die Tod und Zerstörung nach sich zogen. Um eine drohende Zerstörung der Stadt zu verhindern, bildete Friedrich Sorge einen Beraterstab, darunter befand sich der spätere Bürgermeister Werner Heinrich Hacht, der das Hissen von weißen Fahnen auf den Türmen der Stadtkirche veranlasste und die Kapitulation der Stadt vorbereitete. Die Kämpfe wurden beendet und beim Erreichen der ersten amerikanischen Panzer auf den Markt übergab Friedrich Sorge dort mit einer Abordnung Colonel Bell die Stadt. 
Friedrich Sorge wurde am 9. April 1945 festgenommen und kam in das Internierungslager in Obersuhl (Hessen). Kurz darauf starb er am 27. April 1945 in Bad Hersfeld.